# Gerard Carlier
Gerard Antoine Jan Carlier, (Palembang, 23 februari 1917 – El Campello, 1 februari 1995) was een Nederlandse atleet, die zich had toegelegd op het hoogspringen. Hij nam eenmaal deel aan de Olympische Spelen, maar wist bij die gelegenheid op zijn specialiteit niet door te dringen tot de finale.

## Loopbaan
Carlier was lid van de Nederlandse ploeg die deelnam aan de Olympische Spelen van 1936 in Berlijn. Hij kwam uit op zijn favoriete nummer, het hoogspringen. Hierop kwam hij in de kwalificatieronde tot 1,80 m, waarmee hij zich niet plaatste voor de finale. In datzelfde jaar nam hij deel aan de AAA-kampioenschappen in Londen, waar hij met een sprong van 1,778 op een gedeelde derde plaats eindigde.
De enige nationale titel die Carlier ooit veroverde was die van Nederlands studentenkampioen in 1941. Hij won toen met een sprong over 1,70.
Gerard Carlier, die lid was van de Amsterdamse atletiekvereniging AV'23, heeft tijdens de oorlogsjaren een actieve rol gespeeld in het verzet (Engelandvaarder) en heeft na de oorlog als beroepsmilitair bij het Koninklijk Nederlandsch-Indisch Leger (KNIL) gediend op Timor en Sulawesi. Daarna heeft hij een internationale carrière doorlopen bij Philips. Zijn laatste functie was general manager van F.I.E.S.A. (Philips), in Spanje.

## Persoonlijk record
| Onderdeel    | Prestatie | Jaar |
| ------------ | --------- | ---- |
| hoogspringen | 1,85 m    | 1936 |